# Molguloides
Molguloides is een geslacht uit de familie Molgulidae en de orde Stolidobranchia uit de klasse der zakpijpen (Ascidiacea).

## Soorten
- Molguloides bathybia (Hartmeyer, 1912)
- Molguloides coronatum Monniot C., 1978
- Molguloides crenatum Monniot C. & Monniot F., 1974
- Molguloides crinibus Monniot C., 1978
- Molguloides cyclocarpa Monniot C. & Monniot F., 1982
- Molguloides glans Monniot C., 1978
- Molguloides immunda (Hartmeyer, 1909)
- Molguloides longirecta Monniot C. & Monniot F., 1985
- Molguloides mollis Monniot C. & Monniot F., 1991
- Molguloides monocarpa (Millar, 1959)
- Molguloides sibuetae Monniot C., 1997
- Molguloides sphaeroidea (Millar, 1970)
- Molguloides sulcatus Sanamyan & Sanamyan, 1999
- Molguloides tenuis Kott, 1954
- Molguloides tonsus Monniot C. & Monniot F., 1991
- Molguloides translucidus Monniot C. & Monniot F., 1991
- Molguloides vitrea (Sluiter, 1904)